# Gran Premio motociclistico d'Italia
Il Gran Premio motociclistico d'Italia è una delle prove che compongono il motomondiale.

## Storia
Il primo Gran Premio d'Italia risale al 1914. Nel 1922 la gara prese il nome di Gran Premio delle Nazioni, spostandosi inoltre da Torino al neonato Autodromo nazionale di Monza, e fu valida per il Campionato Europeo nel 1924, 1925, 1932 e 1938. Va comunque segnalato che la gara fu spostata dal circuito brianzolo all'Autodromo del Littorio di Roma nel 1932 (ritornerà a Monza dal 1936), riprendendo la vecchia denominazione l'anno successivo.
Passata la bufera bellica, il "Nazioni" riprese nel 1947, svolgendosi su un circuito stradale a Milano, mentre l'anno successivo si corse a Faenza: il circuito di Monza, infatti, era divenuto un campo ARAR.
Con la nascita del motomondiale, il "Nazioni" tornò sul circuito lombardo ed entrò a far parte della kermesse iridata sin dalla sua prima edizione del 1949. Nella gara del 1949, curiosamente, si ebbero quattro vincitori tutti italiani e tutti alla guida di motociclette anch'esse italiane e di tre case diverse, Benelli, Gilera e FB Mondial.
Disputatasi sino al 1973 (con l'eccezione del 1969 e del 1972) a Monza, dopo l'incidente in cui persero la vita Renzo Pasolini e Jarno Saarinen la gara, che dal Motomondiale 1991 riprese il nome di Gran Premio d'Italia, venne disputata tra Imola, Misano Adriatico, Monza e il Mugello, per stabilizzarsi dal 1994 sul circuito toscano.
L'edizione 2020 è stata cancellata a causa della pandemia di COVID-19.

## Albo d'oro
| Anno | Circuito         | classe 50                           | classe 125                      | classe 250                      | classe 350                             | classe 500                    | classe sidecar                            | Resoconto |
| ---- | ---------------- | ----------------------------------- | ------------------------------- | ------------------------------- | -------------------------------------- | ----------------------------- | ----------------------------------------- | --------- |
| 1949 | Monza            |                                     | Gianni Leoni (Mondial Moto)     | Dario Ambrosini (Benelli)       |                                        | Nello Pagani (Gilera)         | Ercole Frigerio-Lorenzo Dobelli (Gilera)  | Resoconto |
| 1950 | Monza            |                                     | Gianni Leoni (Mondial Moto)     | Dario Ambrosini (Benelli)       | Geoff Duke (Norton)                    | Geoff Duke (Norton)           | Eric Oliver-Lorenzo Dobelli (Norton)      | Resoconto |
| 1951 | Monza            |                                     | Carlo Ubbiali (Mondial Moto)    | Enrico Lorenzetti (Moto Guzzi)  | Geoff Duke (Norton)                    | Alfredo Milani (Gilera)       | Albino Milani-Giuseppe Pizzocri (Gilera)  | Resoconto |
| 1952 | Monza            |                                     | Emilio Mendogni (Moto Guzzi)    | Enrico Lorenzetti (Moto Guzzi)  | Ray Amm (Norton)                       | Leslie Graham (MV Agusta)     | Ernesto Merlo-Dino Magri (Gilera)         | Resoconto |
| 1953 | Monza            |                                     | Werner Haas (NSU)               | Enrico Lorenzetti (Moto Guzzi)  | Enrico Lorenzetti (Moto Guzzi)         | Geoff Duke (Gilera)           | Eric Oliver-Stanley Dibben (Norton)       | Resoconto |
| 1954 | Monza            |                                     | Guido Sala (MV Agusta)          | Arthur Wheeler (Moto Guzzi)     | Fergus Anderson (Moto Guzzi)           | Geoff Duke (Gilera)           | Wilhelm Noll-Fritz Cron (BMW)             | Resoconto |
| 1955 | Monza            |                                     | Carlo Ubbiali (MV Agusta)       | Carlo Ubbiali (MV Agusta)       | Dickie Dale (Moto Guzzi)               | Umberto Masetti (MV Agusta)   | Wilhelm Noll-Fritz Cron (BMW)             | Resoconto |
| 1956 | Monza            |                                     | Carlo Ubbiali (MV Agusta)       | Carlo Ubbiali (MV Agusta)       | Libero Liberati (Gilera)               | Geoff Duke (Gilera)           | Albino Milani-Rossano Milani (Gilera)     | Resoconto |
| 1957 | Monza            |                                     | Carlo Ubbiali (MV Agusta)       | Tarquinio Provini (Mondial)     | Bob McIntyre (Gilera)                  | Libero Liberati (Gilera)      | Albino Milani-Rossano Milani (Gilera)     | Resoconto |
| 1958 | Monza            |                                     | Bruno Spaggiari (Ducati)        | Emilio Mendogni (Moto Morini)   | John Surtees (MV Agusta)               | John Surtees (MV Agusta)      |                                           | Resoconto |
| 1959 | Monza            |                                     | Ernst Degner (MZ)               | Carlo Ubbiali (MV Agusta)       | John Surtees (MV Agusta)               | John Surtees (MV Agusta)      |                                           | Resoconto |
| 1960 | Monza            |                                     | Carlo Ubbiali (MV Agusta)       | Carlo Ubbiali (MV Agusta)       | Gary Hocking (MV Agusta)               | John Surtees (MV Agusta)      |                                           | Resoconto |
| 1961 | Monza            |                                     | Ernst Degner (MZ)               | Jim Redman (Honda)              | Gary Hocking (MV Agusta)               | Mike Hailwood (MV Agusta)     |                                           | Resoconto |
| 1962 | Monza            | Hans-Georg Anscheidt (Kreidler)     | Teisuke Tanaka (Honda)          | Jim Redman (Honda)              | Jim Redman (Honda)                     | Mike Hailwood (MV Agusta)     |                                           | Resoconto |
| 1963 | Monza            |                                     | Luigi Taveri (Honda)            | Tarquinio Provini (Moto Morini) | Jim Redman (Honda)                     | Mike Hailwood (MV Agusta)     |                                           | Resoconto |
| 1964 | Monza            |                                     | Luigi Taveri (Honda)            | Phil Read (Yamaha)              | Jim Redman (Honda)                     | Mike Hailwood (MV Agusta)     |                                           | Resoconto |
| 1965 | Monza            |                                     | Hugh Anderson (Suzuki)          | Tarquinio Provini (Benelli)     | Giacomo Agostini (MV Agusta)           | Mike Hailwood (MV Agusta)     | Fritz Scheidegger-John Robinson (BMW)     | Resoconto |
| 1966 | Monza            | Hans-Georg Anscheidt (Suzuki)       | Luigi Taveri (Honda)            | Mike Hailwood (Honda)           | Giacomo Agostini (MV Agusta)           | Giacomo Agostini (MV Agusta)  |                                           | Resoconto |
| 1967 | Monza            |                                     | Bill Ivy (Yamaha)               | Phil Read (Yamaha)              | Ralph Bryans (Honda)                   | Giacomo Agostini (MV Agusta)  | Georg Auerbacher-Billie Nelson (BMW)      | Resoconto |
| 1968 | Monza            |                                     | Bill Ivy (Yamaha)               | Phil Read (Yamaha)              | Giacomo Agostini (MV Agusta)           | Giacomo Agostini (MV Agusta)  | Gara annullata                            | Resoconto |
| 1969 | Imola            | Paul Lodewijkx (Jamathi)            | Dave Simmonds (Kawasaki)        | Phil Read (Yamaha)              | Phil Read (Yamaha)                     | Alberto Pagani (LinTo)        |                                           | Resoconto |
| 1970 | Monza            | Jan de Vries (Kreidler)             | Ángel Nieto (Derbi)             | Rodney Gould (Yamaha)           | Giacomo Agostini (MV Agusta)           | Giacomo Agostini (MV Agusta)  |                                           | Resoconto |
| 1971 | Monza            | Jan de Vries (Kreidler)             | Gilberto Parlotti (Morbidelli)  | Gyula Marsovszky (Yamaha)       | Jarno Saarinen (Yamaha)                | Alberto Pagani (MV Agusta)    |                                           | Resoconto |
| 1972 | Imola            | Jan de Vries (Kreidler)             | Ángel Nieto (Derbi)             | Renzo Pasolini (Aermacchi)      | Giacomo Agostini (MV Agusta)           | Giacomo Agostini (MV Agusta)  |                                           | Resoconto |
| 1973 | Monza            | Jan de Vries (Kreidler)             | Kent Andersson (Yamaha)         | Gara interrotta                 | Giacomo Agostini (MV Agusta)           | Gara annullata                | Gara annullata                            | Resoconto |
| 1974 | Imola            | Henk van Kessel (Van Veen Kreidler) | Ángel Nieto (Derbi)             | Walter Villa (Harley-Davidson)  | Giacomo Agostini (Yamaha)              | Gianfranco Bonera (MV Agusta) | Klaus Enders-Ralf Engelhardt (BMW)        | Resoconto |
| 1975 | Imola            | Ángel Nieto (Kreidler)              | Paolo Pileri (Morbidelli)       | Walter Villa (Harley-Davidson)  | Johnny Cecotto (Yamaha)                | Giacomo Agostini (Yamaha)     | Annullata per invasione di pista          | Resoconto |
| 1976 | Mugello          | Ángel Nieto (Bultaco)               | Pier Paolo Bianchi (Morbidelli) | Walter Villa (Harley-Davidson)  | Johnny Cecotto (Yamaha)                | Barry Sheene (Suzuki)         |                                           | Resoconto |
| 1977 | Imola            | Eugenio Lazzarini (Kreidler)        | Pier Paolo Bianchi (Morbidelli) | Franco Uncini (Harley-Davidson) | Alan North (Yamaha)                    | Barry Sheene (Suzuki)         |                                           | Resoconto |
| 1978 | Mugello          | Ricardo Tormo (Bultaco)             | Eugenio Lazzarini (MBA)         | Kork Ballington (Kawasaki)      | Kork Ballington (Kawasaki)             | Kenny Roberts (Yamaha)        | Rolf Biland-Kenneth Williams (BEO-Yamaha) | Resoconto |
| 1979 | Imola            | Eugenio Lazzarini (Kreidler)        | Ángel Nieto (Minarelli)         | Kork Ballington (Kawasaki)      | Gregg Hansford (Kawasaki)              | Kenny Roberts (Yamaha)        |                                           | Resoconto |
| 1980 | Misano Adriatico | Eugenio Lazzarini (Iprem)           | Pier Paolo Bianchi (MBA)        | Anton Mang (Kawasaki)           | Johnny Cecotto (Yamaha)                | Kenny Roberts (Yamaha)        |                                           | Resoconto |
| 1981 | Monza            | Ricardo Tormo (Motul Bultaco)       | Guy Bertin (Sanvenero)          | Éric Saul (Chevallier-Yamaha)   | Jon Ekerold (Bimota-Yamaha)            | Kenny Roberts (Yamaha)        |                                           | Resoconto |
| 1982 | Misano Adriatico | Eugenio Lazzarini (Garelli)         | Ángel Nieto (Garelli)           | Anton Mang (Kawasaki)           | Didier de Radiguès (Chevallier-Yamaha) | Franco Uncini (Suzuki)        |                                           | Resoconto |
| 1983 | Monza            | Stefan Dörflinger (Kreidler)        | Ángel Nieto (Garelli)           | Carlos Lavado (Yamaha)          |                                        | Freddie Spencer (Honda)       |                                           | Resoconto |
| Anno | Circuito         | classe 80                           | classe 125                      | classe 250                      | -                                      | classe 500                    | -                                         | Resoconto |
| 1984 | Misano Adriatico | Pier Paolo Bianchi (HuVo-Casal)     | Ángel Nieto (Garelli)           | Fausto Ricci (Yamaha)           |                                        | Freddie Spencer (Honda)       |                                           | Resoconto |
| 1985 | Mugello          | Jorge Martínez (Derbi)              | Pier Paolo Bianchi (MBA)        | Freddie Spencer (Honda)         |                                        | Freddie Spencer (Honda)       |                                           | Resoconto |
| 1986 | Monza            | Stefan Dörflinger (Krauser)         | Fausto Gresini (Garelli)        | Anton Mang (Honda)              |                                        | Eddie Lawson (Yamaha)         |                                           | Resoconto |
| 1987 | Monza            | Jorge Martínez (Derbi)              | Fausto Gresini (Garelli)        | Anton Mang (Honda)              |                                        | Wayne Gardner (Honda)         |                                           | Resoconto |
| 1988 | Imola            | Jorge Martínez (Derbi)              | Jorge Martínez (Derbi)          | Dominique Sarron (Honda)        |                                        | Eddie Lawson (Yamaha)         |                                           | Resoconto |
| 1989 | Misano           | Jorge Martínez (Derbi)              | Ezio Gianola (Honda)            | Sito Pons (Honda)               |                                        | Pierfrancesco Chili (Honda)   |                                           | Resoconto |

| Anno | Circuito         | classe 125             | classe 250                     | classe 500              | classe sidecar                            | -                  | Resoconto |
| ---- | ---------------- | ---------------------- | ------------------------------ | ----------------------- | ----------------------------------------- | ------------------ | --------- |
| 1990 | Misano Adriatico | Jorge Martínez (Derbi) | John Kocinski (Yamaha)         | Wayne Rainey (Yamaha)   | Rolf Biland-Kurt Waltisperg (LCR-Krauser) |                    | Resoconto |
| 1991 | Misano Adriatico | Fausto Gresini (Honda) | Luca Cadalora (Honda)          | Michael Doohan (Honda)  | Steve Webster-Gavin Simmons (LCR-Krauser) |                    | Resoconto |
| 1992 | Mugello          | Ezio Gianola           | Luca Cadalora (Honda)          | Kevin Schwantz (Suzuki) |                                           |                    | Resoconto |
| 1993 | Misano Adriatico | Dirk Raudies (Honda)   | Jean-Philippe Ruggia (Aprilia) | Luca Cadalora (Yamaha)  |                                           |                    | Resoconto |
| 1994 | Mugello          | Noboru Ueda (Honda)    | Ralf Waldmann (Honda)          | Michael Doohan (Honda)  |                                           |                    | Resoconto |
| Anno | Circuito         | classe 125             | classe 250                     | classe 500              | classe sidecar                            | Thunderbike Trophy | Resoconto |
| 1995 | Mugello          | Haruchika Aoki (Honda) | Max Biaggi (Aprilia)           | Michael Doohan (Honda)  | Paul Güdel-Charly Güdel (LCR-BRM)         | Udo Mark           | Resoconto |
| 1996 | Mugello          | Peter Öttl             | Max Biaggi (Aprilia)           | Michael Doohan (Honda)  | Paul Güdel-Charly Güdel (LCR-BRM)         | Massimo Meregalli  | Resoconto |

| Anno | Circuito                                         | classe 125                                       | classe 250                                       | classe 500                                       | Resoconto                                        |
| ---- | ------------------------------------------------ | ------------------------------------------------ | ------------------------------------------------ | ------------------------------------------------ | ------------------------------------------------ |
| 1997 | Mugello                                          | Valentino Rossi (Aprilia)                        | Max Biaggi (Honda)                               | Michael Doohan (Honda)                           | Resoconto                                        |
| 1998 | Mugello                                          | Tomomi Manako (Honda)                            | Marcellino Lucchi (Aprilia)                      | Michael Doohan (Honda)                           | Resoconto                                        |
| 1999 | Mugello                                          | Roberto Locatelli (Aprilia)                      | Valentino Rossi (Aprilia)                        | Àlex Crivillé (Honda)                            | Resoconto                                        |
| 2000 | Mugello                                          | Roberto Locatelli (Aprilia)                      | Shin'ya Nakano (Yamaha)                          | Loris Capirossi (Honda)                          | Resoconto                                        |
| 2001 | Mugello                                          | Noboru Ueda (Honda)                              | Tetsuya Harada (Aprilia)                         | Alex Barros (Honda)                              | Resoconto                                        |
| Anno | Circuito                                         | classe 125                                       | classe 250                                       | MotoGP                                           | Resoconto                                        |
| 2002 | Mugello                                          | Manuel Poggiali (Gilera)                         | Marco Melandri (Aprilia)                         | Valentino Rossi (Honda)                          | Resoconto                                        |
| 2003 | Mugello                                          | Lucio Cecchinello (Aprilia)                      | Manuel Poggiali (Aprilia)                        | Valentino Rossi (Honda)                          | Resoconto                                        |
| 2004 | Mugello                                          | Roberto Locatelli (Aprilia)                      | Sebastián Porto (Aprilia)                        | Valentino Rossi (Yamaha)                         | Resoconto                                        |
| 2005 | Mugello                                          | Gábor Talmácsi (KTM)                             | Daniel Pedrosa (Honda)                           | Valentino Rossi (Yamaha)                         | Resoconto                                        |
| 2006 | Mugello                                          | Mattia Pasini (Aprilia)                          | Jorge Lorenzo (Aprilia)                          | Valentino Rossi (Yamaha)                         | Resoconto                                        |
| 2007 | Mugello                                          | Héctor Faubel (Aprilia)                          | Álvaro Bautista (Aprilia)                        | Valentino Rossi (Yamaha)                         | Resoconto                                        |
| 2008 | Mugello                                          | Simone Corsi (Aprilia)                           | Marco Simoncelli (Gilera)                        | Valentino Rossi (Yamaha)                         | Resoconto                                        |
| 2009 | Mugello                                          | Bradley Smith (Aprilia)                          | Mattia Pasini (Aprilia)                          | Casey Stoner (Ducati)                            | Resoconto                                        |
| Anno | Circuito                                         | classe 125                                       | Moto2                                            | MotoGP                                           | Resoconto                                        |
| 2010 | Mugello                                          | Marc Márquez (Derbi)                             | Andrea Iannone (Speed Up)                        | Daniel Pedrosa (Honda)                           | Resoconto                                        |
| 2011 | Mugello                                          | Nicolás Terol (Aprilia)                          | Marc Márquez (Suter)                             | Jorge Lorenzo (Yamaha)                           | Resoconto                                        |
| Anno | Circuito                                         | Moto3                                            | Moto2                                            | MotoGP                                           | Resoconto                                        |
| 2012 | Mugello                                          | Maverick Viñales (FTR Honda)                     | Andrea Iannone (Speed Up)                        | Jorge Lorenzo (Yamaha)                           | Resoconto                                        |
| 2013 | Mugello                                          | Luis Salom (KTM)                                 | Scott Redding (Kalex)                            | Jorge Lorenzo (Yamaha)                           | Resoconto                                        |
| 2014 | Mugello                                          | Romano Fenati (KTM)                              | Esteve Rabat (Kalex)                             | Marc Márquez (Honda)                             | Resoconto                                        |
| 2015 | Mugello                                          | Miguel Oliveira (KTM)                            | Esteve Rabat (Kalex)                             | Jorge Lorenzo (Yamaha)                           | Resoconto                                        |
| 2016 | Mugello                                          | Brad Binder (KTM)                                | Johann Zarco (Kalex)                             | Jorge Lorenzo (Yamaha)                           | Resoconto                                        |
| 2017 | Mugello                                          | Andrea Migno (KTM)                               | Mattia Pasini (Kalex)                            | Andrea Dovizioso (Ducati)                        | Resoconto                                        |
| 2018 | Mugello                                          | Jorge Martín (Honda)                             | Miguel Oliveira (KTM)                            | Jorge Lorenzo (Ducati)                           | Resoconto                                        |
| 2019 | Mugello                                          | Tony Arbolino (Honda)                            | Álex Márquez (Kalex)                             | Danilo Petrucci (Ducati)                         | Resoconto                                        |
| 2020 | Non disputato a causa della pandemia di COVID-19 | Non disputato a causa della pandemia di COVID-19 | Non disputato a causa della pandemia di COVID-19 | Non disputato a causa della pandemia di COVID-19 | Non disputato a causa della pandemia di COVID-19 |
| 2021 | Mugello                                          | Dennis Foggia (Honda)                            | Remy Gardner (Kalex)                             | Fabio Quartararo (Yamaha)                        | Resoconto                                        |

| Anno | Circuito | Moto3                  | Moto2                | MotoGP                     | MotoE              | Resoconto |
| ---- | -------- | ---------------------- | -------------------- | -------------------------- | ------------------ | --------- |
| 2022 | Mugello  | Sergio García (GasGas) | Pedro Acosta (Kalex) | Francesco Bagnaia (Ducati) | Dominique Aegerter | Resoconto |
| 2022 | Mugello  | Sergio García (GasGas) | Pedro Acosta (Kalex) | Francesco Bagnaia (Ducati) | Matteo Ferrari     | Resoconto |

| Anno | Circuito | Moto3                 | Moto2                   | MotoGP                     | MotoGP                     | MotoE            | MotoE          | Resoconto |
| Anno | Circuito | Moto3                 | Moto2                   | Sprint                     | Gara                       | Gara 1           | Gara 2         | Resoconto |
| ---- | -------- | --------------------- | ----------------------- | -------------------------- | -------------------------- | ---------------- | -------------- | --------- |
| 2023 | Mugello  | Daniel Holgado (KTM)  | Pedro Acosta (Kalex)    | Francesco Bagnaia (Ducati) | Francesco Bagnaia (Ducati) | Andrea Mantovani | Eric Granado   | Resoconto |
| 2024 | Mugello  | David Alonso (CFMoto) | Joe Roberts (Kalex)     | Francesco Bagnaia (Ducati) | Francesco Bagnaia (Ducati) | Kevin Zannoni    | Mattia Casadei | Resoconto |
| 2025 | Mugello  | Máximo Quiles (KTM)   | Manuel González (Kalex) | Marc Márquez (Ducati)      | Marc Márquez (Ducati)      |                  |                | Resoconto |